# Kölni Stadtbahn
Kölni Stadtbahn (német nyelven: Stadtbahn Köln) Németország Köln városában található Stadtbahn hálózat. Összesen 12 vonalból áll, a hálózat teljes hossza 198 km, az állomások és megállók száma 233. Jelenlegi üzemeltetője a Kölner Verkehrs-Betriebe.
A vágányok 1435 mm-es nyomtávolságúak, az áramellátás felsővezetékről történik, a feszültség 750 V egyenáram. 
A forgalom 1968-ban indult el.

## Története
Az első kölni "villamosok" 1877-ben kezdték meg működésüket lóvontatással. Ezt egy magáncég üzemeltette, amely főleg Köln és a még be nem épített külvárosok között közlekedett. Az első tisztán belvárosi vonalat, a „Rundbahnt”, egy másik vállalat csak 1879-ben nyitotta meg. 1882-ben egyesült a két villamostársaság. Köln város véleménye szerint a gyorsan bővülő külvárosokba történő szükséges bővítéseket a magántársaság túl lassan hajtotta végre, és a lóvontatású kocsikat üzemeltető társaság nem akarta megkockáztatni a villamosításba történő befektetést. Ezért a város 1900. január 1-jén átvette a lóvasút társaságot, és a lehető leggyorsabban megkezdte a hálózat villamosítását. Ugyanakkor számos szárnvonalat építettek a kölni kerületekbe. A sűrűn beépített városközpont keskeny utcáin sűrű hálózat jött létre.
1904 és 1912 között speciális elővárosi vasútvonalakat is építettek a távolabbi külvárosokba. Ezek a sűrűn beépített területeken a villamos vágányain közlekedtek, és azon kívül főleg saját vágányaikon, teljesen vasútszerű jelleggel. Az elővárosi vasutak az 1960-as évekig abban különböztek a villamosoktól, hogy saját, többnyire nagyobb járműveikkel és betűkkel ellátott viszonylatokkal rendelkeztek, míg a városi villamosvonalakat számmal jelölték.
Kölnben már 1902-ben fontolóra vették a földalatti vasút építését a volt várárokban, Köln Neustadt környékén. Az 1910–1912-es években a város körzetében ismét felmerült a téma. Az első világháború és annak következményei, illetve a gazdasági világválság miatt azonban ezek a tervek nem valósultak meg.
Miután Mülheim am Rhein városát 1914-ben Kölnhöz csatolták, még hosszú évekig, mely 1933-ig tartott, az ottani villamosok, a Mülheimer Kleinbahnen is a kölni villamoshálózat részévé vált.

## Képgaléria

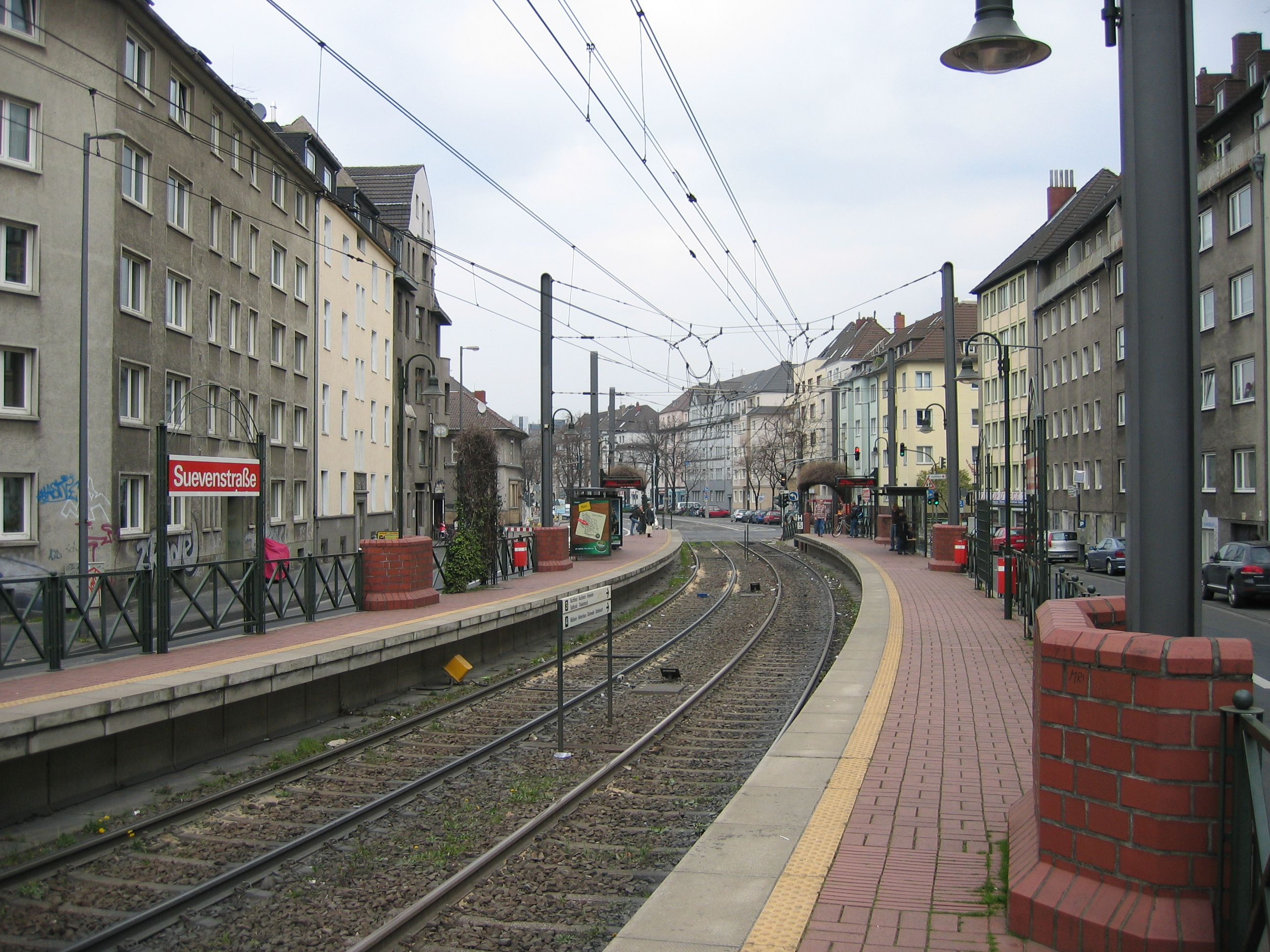
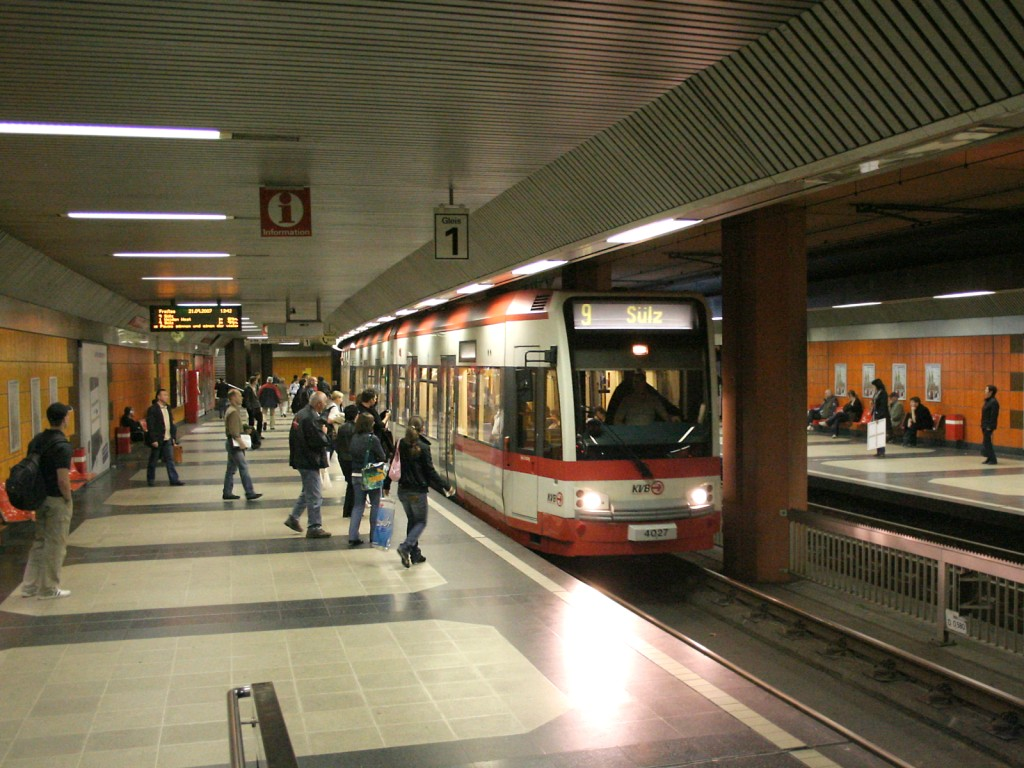
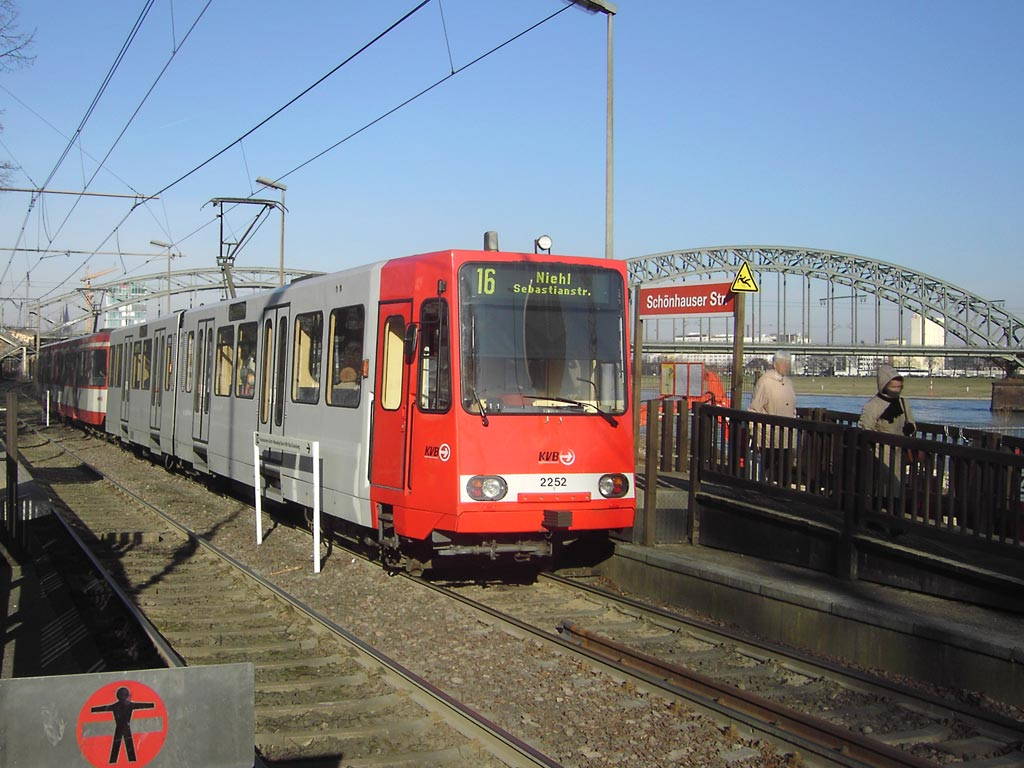
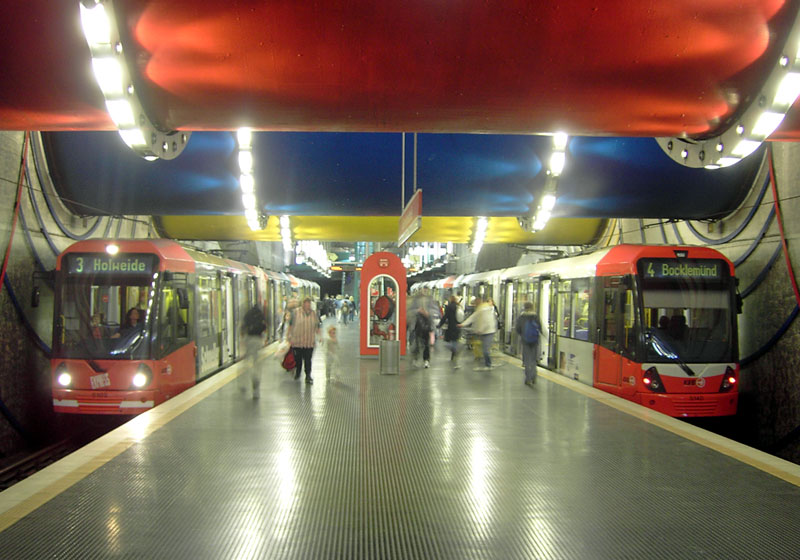
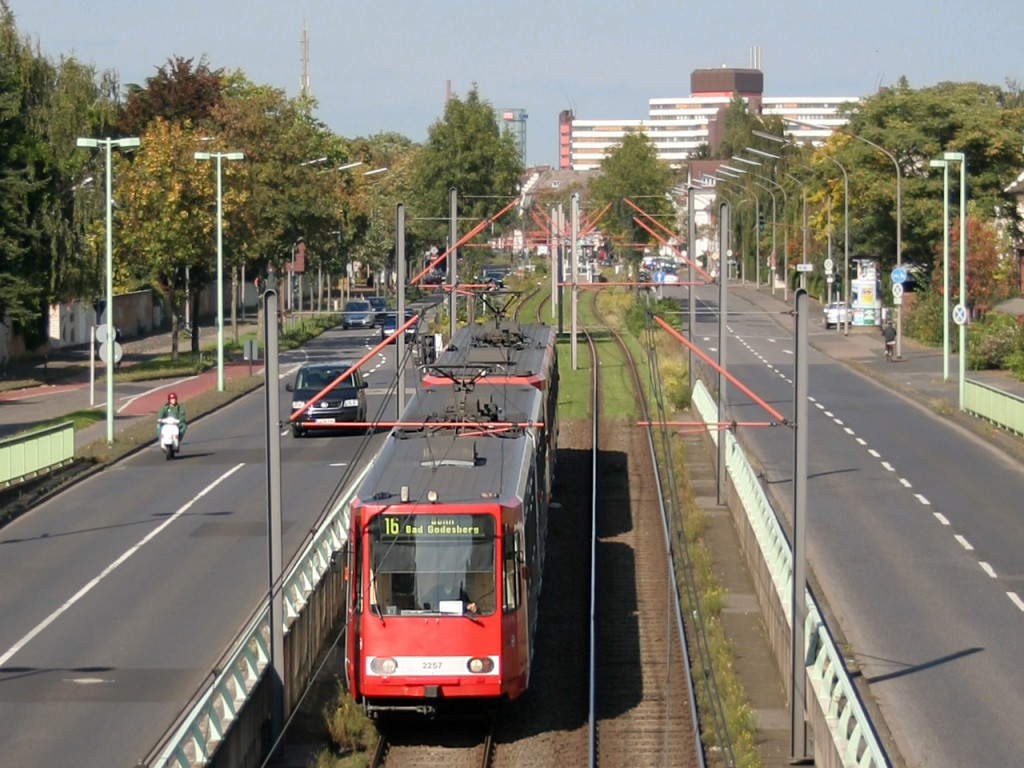
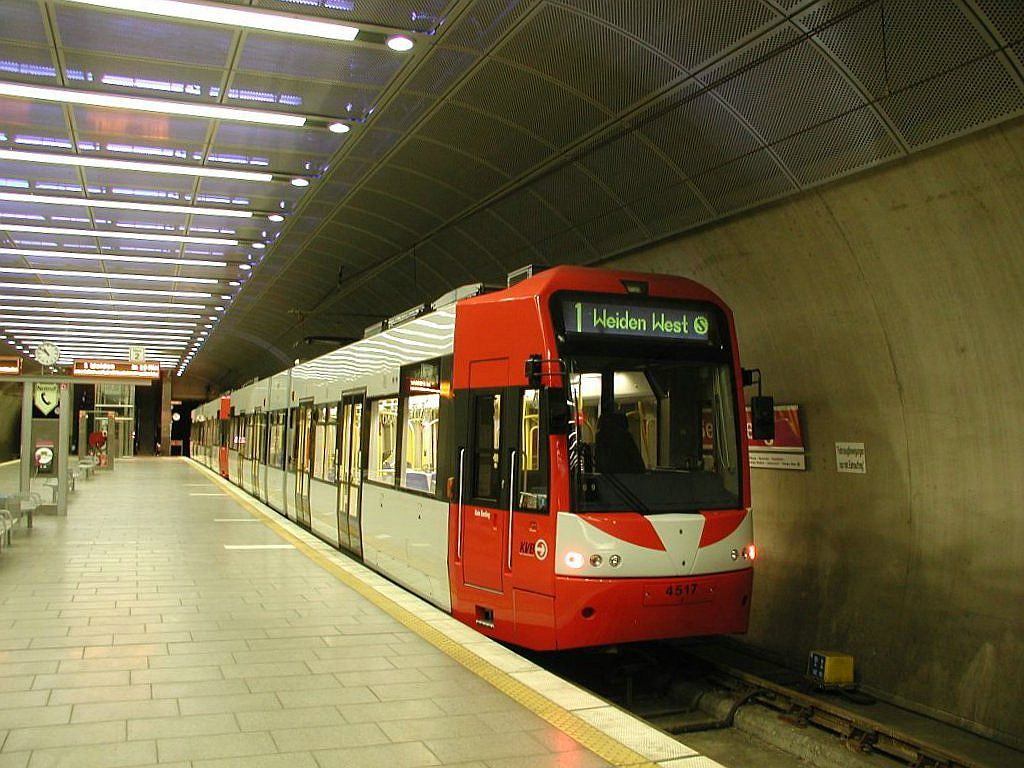
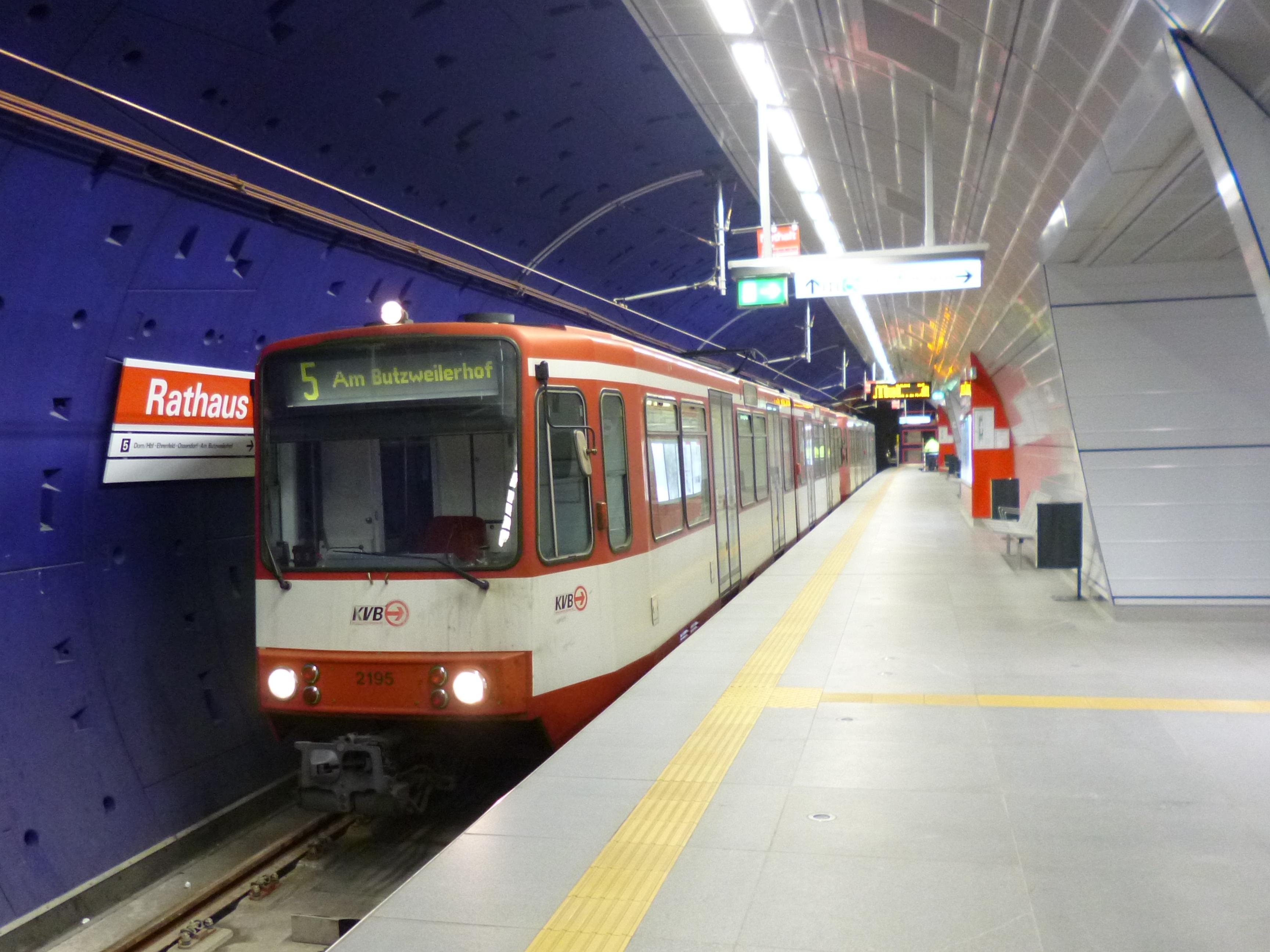

## Útvonalak
|    | Járat | Hossz                   | Menetidő (teljes vonalon)                       | Átlagsebesség               | Átlagos megállótávolság |
| -- | --- | ----------------------- | ----------------------------------------------- | --------------------------- | ----------------------- |
| 1  | Weiden West – Junkersdorf – Müngersdorf – Aachener Str./Gürtel – Rudolfplatz – Neumarkt – Bf Deutz – Kalk – Höhenberg – Merheim – Brück – Refrath – Bensberg Junkersdorf – Brück 5 perces ütem, Brück – Bensberg reggel 20 perces ütem                                                                    | 26,5 km 19,9 km Kölnben | 56 perc                                         | 28,9 km/h 27,1 km/h Kölnben | 736 m 710 m Kölnben     |
| 3  | Görlinger-Zentrum – Mengenich – Bocklemünd – Bickendorf – Bf Ehrenfeld – Bf West – Friesenplatz – Neumarkt – Bf Deutz – Buchforst – Buchheim – Holweide – Dellbrück – Thielenbruch este és egész nap, vasárnap csak Holweide-ig.                                                                          | 22,1 km                 | 50 perc                                         | 26,3 km/h                   | 717 m                   |
| 4  | Bocklemünd – Bickendorf – Bf Ehrenfeld – Bf West – Friesenplatz – Neumarkt – Bf Deutz – Mülheim Wiener Platz – Höhenhaus – Dünnwald – Schlebusch csak este és vasárnap délelőtt a Rochusplatzról | 21,7 km                 | 48 perc                                         | 28,3 km/h                   | 775 m                   |
| 5  | Am Butzweilerhof – Neuehrenfeld – Bf West – Friesenplatz – Dom/Hbf – Rathaus – Heumarkt | 12,3 km                 | 27 perc                                         | 21 km/h                     | 735 m                   |
| 7  | Frechen – Marsdorf – Lindenthal – Aachener Str./Gürtel – Rudolfplatz – Neumarkt – Deutz – Poll – Westhoven – Ensen – Porz – Zündorf kivéve csúcsforgalomban Frechen-Braunsfeld között 20 percenként (részben Frechen - Frechen Bf), hétvégén Frechen-Moltkestraße 30 percenként.                          | 25,8 km 22,0 km Kölnben | 62 perc                                         | 22,4 km/h 26,4 km/h Kölnben | 806 m 956 m Kölnben     |
| 9  | Sülz – Universität – Bf Süd – Neumarkt – Bf Deutz – Kalk – Vingst – Ostheim – Königsforst Iskolai napokon csúcsidőben 5 percenként Universität - Deutz állomás között | 16,0 km                 | 38 perc                                         | 25,9 km/h                   | 727 m                   |
| 12 | Merkenich – Niehl – Weidenpesch – Nippes – Ebertplatz – Friesenplatz – Rudolfplatz – Barbarossaplatz – Zollstock Merkenich - Niehl reggelente 20 percenként | 17,0 km                 | 44 perc                                         | 22,7 km/h                   | 654 m                   |
| 13 | Sülzgürtel – Lindenthal – Aachener Str./Gürtel – Bf Ehrenfeld – Neuehrenfeld – Bilderstöckchen – Nippes – Amsterdamer Str./Gürtel – Mülheim Wiener Platz – Bf Mülheim – Buchheim – Holweide Vischeringstr.                                                                                                | 16,2 km                 | 35 perc                                         | 29,5 km/h                   | 736 m                   |
| 15 | Chorweiler – Heimersdorf – Longerich – Weidenpesch – Nippes – Ebertplatz – Friesenplatz – Rudolfplatz – Barbarossaplatz – Chlodwigplatz – Ubierring csúcsidőben 5 percenként Longerich - Ubierring | 15,2 km                 | 38 perc                                         | 24,0 km/h                   | 705 m                   |
| 16 | Niehl Sebastianstr. – Amsterdamer Str./Gürtel – Ebertplatz – Dom/Hbf – Neumarkt – Barbarossaplatz – Chlodwigplatz – Ubierring – Bayenthal – Rodenkirchen – Sürth – Godorf – Wesseling – Hersel – Bonn Hbf – Bonn-Bad Godesberg csúcsidőn kívül Sürthből 20 percenként                                     | 45,6 km 19,9 km Kölnben | 88 perc                                         | 33,4 km/h 29,1 km/h Kölnben | 950 m 905 m Kölnben     |
| 17 | Severinstr. – Chlodwigplatz – Rodenkirchen (– Sürth) Hétfőtől péntekig 6:45 és 10:00 óra között, valamint 15:30 és 20:00 óra között Sürthig. | 8,5 km                  | 15 perc                                         |                             |                         |
| 18 | Thielenbruch – Dellbrück – Holweide – Buchheim – Bf Mülheim – Mülheim Wiener Platz – Zoo/Flora – Ebertplatz – Dom/Hbf – Neumarkt – Barbarossaplatz – Sülzgürtel – Klettenberg – Hürth – Brühl – Schwadorf – Bornheim – Alfter – Bonn Hbf Buchheim - Klettenberg 5 percenként, Schwadorfból 20 percenként. | 48,4 km 18,1 km Kölnben | 90 perc 97 perc 81 perc 87 perc 42 perc 44 perc | 33,4 km/h 26,5 km/h Kölnben | 1008 m 724 m Kölnben    |